# Хлыбов, Николай Николаевич
Николай Николаевич Хлыбов. (1918—2010) — участник Великой Отечественной войны, советский учёный-электротехник, конструктор вооружений, лауреат Ленинской премии (1960).

## Биография
Родился 14 марта 1918 года в г. Слободской, Кировская обл. В 1937 г. окончил школу № 7 г. Слободского (с отличием).
Учился в ЛЭТИ, в который поступил вне конкурса, последний выпускной экзамен сдал 25 декабря 1941 года. В феврале 1942 г. эвакуировался из блокадного Ленинграда, в июне призван в РККА и направлен в военное училище. В ноябре того же года окончил ускоренный курс. Воевал на Ленинградском, Воронежском и Украинских фронтах, старший лейтенант, начальник военно-технического снабжения полка.
В апреле 1946 года после демобилизации получил назначение в специальное конструкторское бюро Министерства судостроительной промышленности, затем преобразованное в НИИ прикладной механики. Занимал должности специалиста по гироскопам, старшего инженера, начальника гироскопической лаборатории (до 1980).
Принимал участие в разработке комплексов командных приборов для ракет Р-1, Р-2, Р-5, Р-7, Р-16, Р-36, УР-100, Р-36М.

## Награды и звания
Лауреат Ленинской премии (1960) — за разработку и постановку на вооружение первой термоядерной головной части МБР Р-7.
Награждён орденами Ленина, Октябрьской Революции, Трудового Красного Знамени (дважды), Отечественной войны I степени, медалями «За боевые заслуги», «За победу над Германией».